# Богушівка (Луцький район)
Богуші́вка — село в Україні, у Луцькому районі Волинської області. Входить до складу Луцької міської громади. Населення становить 284 осіб.

## Населення
Згідно з переписом УРСР 1989 року чисельність наявного населення села становила 226 осіб, з яких 95 чоловіків та 131 жінка.
За переписом населення України 2001 року в селі мешкало 186 осіб.

### Мова
Розподіл населення за рідною мовою за даними перепису 2001 року:
| Мова       | Відсоток |
| ---------- | -------- |
| українська | 96,26 %  |
| російська  | 3,74 %   |

## Історія
В селі народився, виріс і активно проповідував Слово Євангельської Правди, відомий на Волині проповідник Бохонюк Стефан Якович (1873—1943).
31 серпня 1929 року, рішенням Волинського Воєводи за № 4389/2/Адм, була зареєстрована Богушівсько-Вічинська община євангельських християн, у якій він служив пастиром.
Молитовні зібрання проходили по суботах та неділях в селах: Богушівка — в помешканні С. Бохонюка, Великі Березолуки — в помешканні Никифора Андрійовича Хоміка,1880 року народження, чеській колонії Чехівщина в помешканні Михайла Івановича Денисюка, 1881 року народження та в селі Вічині.
2 листопада 2014 року в Богушівці митрополит Луцький і Волинський Михаїл освятив новозбудований храм Волинської ікони Божої Матері (котрий будувався з 2009-го) та очолив Божественну Літургію.
До 15 травня 2017 року село належало до Боголюбської сільської ради Луцького району Волинської області.
З 23 грудня 2016 року до 12 червня 2020 року у складі Заборольської сільської громади. 
12 червня 2020 року, згідно з розпорядженням Кабінету Міністрів України  № 708-р, село увійшло до складу Луцької міської громади.